# Kruipend gipskruid
Kruipend gipskruid (Gypsophila repens) is een overblijvende plant uit de anjerfamilie (Caryophyllaceae).

## Naamgeving
In het Duits wordt de soort 'Kriechendes Gipskraut' genoemd, wat met de Nederlandstalige naam overeenkomt, in het Engels 'creeping babysbreath'. De soortaanduiding repens betekent ook kruipend en ziet men dit in de triviale namen van veel talen terug.

## Determinatie
Uit de vertakte wortelstok komen diverse tot 25 cm lange, vertakte stengels. Naast de bloemdragende zijn er ook onvruchtbare scheuten.
De bladeren zijn tot 3 cm lang, blauwachtig berijpt, en onbehaard. Ze zijn 1–33 mm breed en ietwat vlezig.
De witte of roze kroonbladen zijn 6-10 mm lang en ongeveer twee maal zo lang als de kelk, en iets uitgerand. De kelk heeft vijf toppen. De meeldraden zijn iets korter als de kroonbladen.

## Verspreiding
Het natuurlijke verspreidingsgebied van kruipend gipskruid omvat de bergen van Zuid- en Centraal-Europa. De noordelijkste plek is de Duitse Harz; ook in de Hoge Tatra wordt ze aangetroffen. In de Kalkalpen is ze algemeen; ook in de Apennijnen kan men haar aantreffen. Hiernaast komt ze voor in de Pyreneeën en de Karpaten.
Ze komt voor op hoogten tussen de 1300 en 3000.
In Nederland wordt kruipend gipskruid alleen als verwilderde sierplant aangetroffen in het stedelijk gebied.